# 新井麻月
新井麻月（Arai Mazuki，1988年11月28日—），大阪府出生，日本女子曲棍球運動員，亦為日本國家女子曲棍球隊成員。畢業於羽衣学園中学校、羽衣学園高校及天理大学。2011年4月1日起加入可口可樂西部公司，現為旗下紅色火花曲棍球隊成員，隊員編號9號。

## 簡歷
2010年11月，新井麻月代表日本出戰廣州亞運會，參加曲棍球比賽，奪得銅牌。